# 真鍋尚之
真鍋 尚之（まなべ なおゆき、1971年11月30日 - ）は、雅楽の笙演奏家、現代音楽の作曲家。横浜市出身。「笙のパガニーニ」の異名を持つ。笙だけでなく、それを大型にした正倉院復元楽器の竽も演奏する。

## 略歴
洗足学園大学（現・洗足学園音楽大学）（作曲・声楽専攻）卒業。 東京芸術大学邦楽科雅楽専攻卒業。
1995年、第18回神奈川県合唱曲作曲コンクールに「みどり色の蛇」が2位（1位なし）、1998年第1回国立劇場作曲コンクールで「呼吸II」が優秀賞（1位）、 現代邦楽研究所10周年記念事業第1回「東京・邦楽コンクール」第1位など受賞多数。
2000年より紀尾井ホール、 横浜みなとみらい小ホール、浜離宮朝日ホールにてリサイタルを開催。
2019年、真鍋尚之作曲のRequiem III《鎮魂協奏曲》が、パラグアイ国立交響楽団によって初演され、好評を博す。

## 主要作品
- 笙
  - 「呼吸」シリーズ（笙のための）
  - 笙と十七絃のためのソナタ
  - Invention IV

- 邦楽器を含む器楽曲
  - 音楽劇「オイディプス」
  - 「時空寺」　
  - 「Schizophrenie」（二面または四面の箏のための）

- 合唱曲
  - みどり色の蛇（大手拓次の詩による）

ほか

### アルバム
- 『笙調子 全六調子』 (2CD 2021年 ALM RECORDS/コジマ録音)
- 『呼吸』（2001年 ALM RECORDS/コジマ録音)
- 『笙韻若水』（ALM RECORDS/コジマ録音)

## 出版
- 笙　初心者のための教則本（上・中・下巻）
- 笙　作曲家のための楽器法
- 笙で世界の名曲を